# Phare du Fort Drum
Le phare du Fort Drum est un phare situé sur l'îlot fortifié nommé  El Fraile Island ou Fort Drum, dans la province de Cavite aux Philippines.
Ce phare géré par le Maritime Safety Services Command (MSSC), service de la Garde côtière des Philippines (Philippine Coast Guard).

## Histoire
L'île et d'autres anciennes défenses portuaires de la baie de Manille sont sous la juridiction de la ville de Cavite, capitale de la province de Cavite.

## Description
Les garde-côtes philippins ont installé, en 2001, un phare automatique sur le pont supérieur pour guider les navires entrant dans le chenal sud de la baie de Manille
C'est une tour cylindrique blanche, avec galerie, de 6 m de haut. Ce feu, situé à environ 3 km du côté sud de l'entrée de la baie et au sud de l'île de Corregidor émet, à une hauteur focale de 15 m, un éclat blanc toutes les 5 secondes.
Identifiant : ARLHS : PHI-... ; PCG-.... - Amirauté : F2635 - NGA : 14276.

### Lien connexe
- Liste des phares aux Philippines